# Le Hasard
Pour plus de détails, voir Fiche technique et Distribution.
Le Hasard (Przypadek) est un film polonais, réalisé en 1981 par Krzysztof Kieślowski, interdit pendant six ans par le régime communiste en Pologne et finalement présenté au public en 1987.

## Synopsis
Witek Dlugosz est un jeune homme de 24 ans. Il cherche sa voie, bien que celle-ci soit en partie imposée par le poids des traditions familiales et la volonté de son père. Il entreprend des études de médecine sans véritable conviction. À la mort de son père, il interrompt ses études, peut-être pour les reprendre par la suite, mais plus certainement pour connaître dans l’immédiat le hasard d’une autre vie. Il se rend à la gare, ignorant que son destin dépend peut-être du train après lequel il court. Trois possibilités sont présentées successivement :
- Dans le train qu’il a pris en marche, il fait la connaissance d’un vieil homme, Werner, qui, bien que victime du stalinisme, est toujours un militant communiste convaincu. Par le biais de cette rencontre, Witek s’engage dans le mouvement des jeunes du Parti. Il en perd l’amour d’une jeune fille aux convictions opposées. Avec les camarades de l’organisation, il doit prendre l’avion pour se rendre à un congrès de la jeunesse internationale. Mais les grèves éclatent. Les militants ne peuvent partir.

- Witek tente de prendre le train en marche, mais heurte l’employé des chemins de fer qui l’en empêche. La milice intervient. Witek comparaît devant le tribunal et est condamné à une peine de travaux d'intérêt général. Sur les lieux mêmes, il fait la connaissance d’opposants catholiques. Witek est convaincu que la paix et le sens de sa vie ne peuvent passer que par Dieu. Il veut rejoindre les catholiques d’autres pays. Le considérant comme activiste, les autorités refusent de lui délivrer son passeport. Il manque son avion.

- Witek regarde son train partir. Il reste à Łódź, reprend ses études de médecine, épouse une amie de faculté. Bon médecin et père de famille heureux, il est un collaborateur précieux pour l’Académie de médecine et refuse de s’engager politiquement. Le doyen le charge de le remplacer pour assister à un congrès à l’étranger. Il fait ses adieux à sa petite famille et prend l’avion. Celui-ci explose en plein ciel.

## Fiche technique
- Titre : Le Hasard
- Titre original : Przypadek
- Réalisation : Krzysztof Kieślowski
- Scénario : Krzysztof Kieślowski
- Photographie : Krzysztof Pakulski
- Musique originale : Wojciech Kilar
- Décors : Rafał Waltenberger
- Son : Michał Żarnecki
- Montage : Elżbieta Kurkowska
- Pays d'origine :  Pologne
- Production :
  - Tor Production (Pologne)
  - Directeur de production : Jacek Szeligowski
- Distribution :
  -  France : Cannon France
- Date de sortie : 
  -  France : mai 1987 (Festival de Cannes dans la section Un Certain Regard)
  -  France : 26 octobre 1988 en salles
- Format : Couleur - 35 mm
- Durée : 122 minutes

## Distribution

### Version 1
- Bogusław Linda : Witek
- Tadeusz Łomnicki : Werner
- Bogusława Pawelec : Czuszka
- Zbigniew Zapasiewicz : Adam

### Version 2
- Bogusław Linda : Witek
- Jacek Borkowski : Marek
- Adam Ferency : le prêtre
- Jacek Sas-Uhrynowski : Daniel
- Marzena Trybała : Werka

### Version 3
- Bogusław Linda : Witek
- Irena Byrska : la tante
- Monika Goździk : Olga
- Zygmunt Hübner : le patron